# Taniec lekkich goryli
Taniec lekkich goryli – album zespołu Bielizna wydany w 1988 roku nakładem wytwórni Tonpress (SX-T 166). Muzykę i słowa wszystkich piosenek napisali Jarosław Janiszewski i Jarosław Figura.

## Lista utworów[1]
Strona A
1. "W imieniu prawa" – 2:27
2. "Terrorystyczne bojówki" – 2:00
3. "Stefan" – 5:25
4. "Jak śnięty śledź" – 2:29
5. "Dwóch wchodzi, a jeden wychodzi" – 2:06
6. "Człowiek o smutnym oddechu" – 3:36

Strona B
1. "Kołysanka dla narzeczonej tapicera" – 2:49
2. "Najbardziej fatalna para od czasów V-2" – 2:56
3. "Kuracja doktora Granata" – 2:38
4. "Krótka przygoda z człowiekiem, który obiecywał wykładzinę podłogową" – 2:41
5. "Taniec lekkich goryli" – 2:22
6. "Dom rodzinny" – 1:58
7. "Prywatne życie kasjerki P.K.P." – 3:40

## Twórcy
- Jarosław Figura – gitara basowa, gitara
- Jarosław Janiszewski – śpiew
- Andrzej Jarmakowicz – perkusja
- Zbigniew Koziarowski – gitara, pianino

### Gościnnie
- Jacek Gajdus – skrzypce
- Radowan Jacuniak – gitara basowa
- Adriana Tesmer – obój